# Castelo de Arronches
O Castelo de Arronches, também referido como Fortaleza de Arronches ou Fortificações de Arronches, no Alentejo, localiza-se na freguesia de Assunção, na vila de Arronches, distrito de Portalegre, em Portugal.
A vila fronteiriça de Arronches, no Alto Alentejo, constituiu uma importante praça-forte durante as guerras com a Espanha no século XVII.
O Castelo de Arronches encontra-se classificado como Imóvel de Interesse Público desde 1977.

## História

### O castelo medieval
Embora não haja mais informações acerca da primitiva estrutura deste castelo medieval, sabe-se que foi reedificado em 1310 sob o reinado de Dinis I de Portugal (1279-1325).
Sob o reinado de Manuel I de Portugal (1495-1521), a planta do seu castelo encontra-se figurada por Duarte de Armas (Livro das Fortalezas, c. 1509). Era seu alcaide-pequeno, à época, Diogo de Sequeira (1496-1514).

### A Praça-forte
Provavelmente à época da Guerra da Restauração da independência portuguesa, juntamente com outras praças da região, a estrutura defensiva da vila medieval foi modernizada, adaptada ao moderno fogo da artilharia. Para esse fim foi envolvida por baluartes de alvenaria com guaritas nos vértices.
Atualmente o perímetro amuralhado não se encontra completo: a povoação sofreu extensos danos durante o terramoto de 1755, ao qual as suas defesas não devem ter ficado alheias. Posteriormente, diversos trechos dos muros foram absorvidos pela expansão urbana da povoação, que se utilizou dos mesmos para a construção de residências. Do castelo medieval, chegaram aos nossos dias apenas as ruínas de uma das suas torres.
Classificados como Imóvel de Interesse Público por Decreto publicado em 29 de Setembro de 1977, os restos das fortificações de Arronches atualmente reclamam um extenso plano de recuperação e de valorização por parte dos poderes públicos.

## Características
Os remanescentes dos muros foram erguidos em alvenaria de pedra, utilizando-se a técnica da pedra seca, ou seja, as pedras encontram-se aparelhadas umas às outras sem argamassa. Em alguns trechos, entretanto, observa-se que o cimento foi aplicado como forma de preservação.